# Lopoč
Lopoč (lat. Nymphaea), biljni rod iz porodice lopočevki (Nymphaeaceae) kojemu pripada četrdesetak vrsta vodenog bilja raširenog po Europi, Aziji i Sjevernoj Americi, a najpoznatija među njima je bijeli lopoč (Nymphaea alba). Staništa lopoča su plitka jezera, ribnjaci i plitki spori tokovi rukavaca rijeka. Korijen je dug, raste iz mulja, a veliki kožasti listovi na dugim peteljkama plove po površini vode. Cvjetovi su veliki, oko 10 do 12 cm u promjeru, s mnogo prašnika i latica. Za razliku o lokvanja latice lopoča su velike i izražene a lapovi manji i zeleni.
Mnoge vrste i hibridi danas se uzgajaju kao ukrasne biljke po bazenima i staklenicima, kao sjevernoamerička N. odorata s crvernim (var. rubra) i ružičastim (var. rosea) cvjetovima i N. o. subsp. tuberosa s bijelim, meksička N. mexicana sa žutim, indijska N. rubra s crvenim cvjetovima.
Lopoči se ne smiju brkati s lokvanjima koji se latinski nazivaju Nuphar, i također pripadaju istoj porodici, i lotosima (Nelumbo), koji pripadaju porodici Nelumbonaceae. Česti su pogrešni narodni nazivi za lopoče, lokvanje i lotose.

## Vrste
1. Nymphaea abhayana A.Chowdhury & M.Chowdhury
2. Nymphaea alba L.
3. Nymphaea alexii S.W.L.Jacobs & Hellq.
4. Nymphaea amazonum Mart. & Zucc.
5. Nymphaea ampla (Salisb.) DC.
6. Nymphaea atrans S.W.L.Jacobs
7. Nymphaea belophylla Trickett
8. Nymphaea caatingae C.T.Lima & Giul.
9. Nymphaea candida C.Presl
10. Nymphaea carpentariae S.W.L.Jacobs & Hellq.
11. Nymphaea conardii Wiersema
12. Nymphaea divaricata Hutch.
13. Nymphaea elegans Hook.
14. Nymphaea elleniae S.W.L.Jacobs
15. Nymphaea francae C.T.Lima & Giul.
16. Nymphaea gardneriana Planch.
17. Nymphaea georginae S.W.L.Jacobs & Hellq.
18. Nymphaea gigantea Hook.
19. Nymphaea glandulifera Rodschied ex G.Mey.
20. Nymphaea gracilis Zucc.
21. Nymphaea harleyi C.T.Lima & Giul.
22. Nymphaea hastifolia Domin
23. Nymphaea heudelotii Planch.
24. Nymphaea immutabilis S.W.L.Jacobs
25. Nymphaea jacobsii Hellq.
26. Nymphaea jamesoniana Planch.
27. Nymphaea kakaduensis Hellq., A.Leu & M.L.Moody
28. Nymphaea kimberleyensis (S.W.L.Jacobs) S.W.L.Jacobs & Hellq.
29. Nymphaea lasiophylla Mart. & Zucc.
30. Nymphaea leibergii Morong
31. Nymphaea lingulata Wiersema
32. Nymphaea loriana Wiersema, Hellq. & Borsch
33. Nymphaea lotus L.
34. Nymphaea lukei S.W.L.Jacobs & Hellq.
35. Nymphaea macrosperma Merr. & L.M.Perry
36. Nymphaea maculata Schumach. & Thonn.
37. Nymphaea mexicana Zucc.
38. Nymphaea micrantha Guillaumin & Perr.
39. Nymphaea minuta K.C.Landon, R.A.Edwards & Nozaic
40. Nymphaea noelae S.W.L.Jacobs & Hellq.
41. Nymphaea nouchali Burm.f.
42. Nymphaea novogranatensis Wiersema
43. Nymphaea odorata Sol. ex Aiton
44. Nymphaea ondinea Löhne, Wiersema & Borsch
45. Nymphaea oxypetala Planch.
46. Nymphaea paganuccii C.T.Lima & Giul.
47. Nymphaea pedersenii (Wiersema) C.T.Lima & Giul.
48. Nymphaea potamophila Wiersema
49. Nymphaea prolifera Wiersema
50. Nymphaea pubescens Willd.
51. Nymphaea pulchella DC.
52. Nymphaea rapinii C.T.Lima & Giul.
53. Nymphaea rubra Roxb. ex Andr.
54. Nymphaea rudgeana G.Mey.
55. Nymphaea siamensis Puripany.
56. Nymphaea stuhlmannii (Engl.) Schweinf. & Gilg
57. Nymphaea sulphurea Gilg
58. Nymphaea tenuinervia Casp.
59. Nymphaea tetragona Georgi
60. Nymphaea thermarum E.Fisch.
61. Nymphaea vanildae C.T.Lima & Giul.
62. Nymphaea vaporalis S.W.L.Jacobs & Hellq.
63. Nymphaea violacea Lehm.
64. Nymphaea ×borealis E.G.Camus
65. Nymphaea ×daubenyana O.Thomas
66. Nymphaea ×erangae Yakand., Guruge & K.Yakand.
67. Nymphaea ×khurooi Sardesai & Nandikar
68. Nymphaea ×marliacea Lat.-Marl.
69. Nymphaea ×thiona D.B.Ward

## Galerija
- Nymphaea mexicana
- Nymphaea ampla
- Nymphaea rubra
- Nymphaea odorata
- Nymphaea × thiona